# افعی لطیفی
 افعی لطیفی (نام علمی: Montivipera latifii) نام یک گونه از تیره گرزه‌ماران است. این مار بوم‌زاد دشت لار (دامنه جنوب غربی کوه دماوند) است و در هیچ نقطه دیگری دیده نشده است. این مار با توجه به محدوده بسیار کوچک زیستگاهی و روند رو به کاهش جمعیتی و روند رو به تخریب محیط زیست خود در فهرست جانوران در معرض خطر انقراض قرار دارد. افعی لطیفی در کوه‌های صخره‌ای ارتفاع ۲۱۸۰ تا ۲۹۰۰ متری لار زندگی می‌کند و تغذیه آن از خزندگان و جوندگان است. نام علمی این مار به افتخار محمود لطیفی خزنده‌شناس ایرانی انتخاب شده است.